# Darantasia apicata
Darantasia apicata là một loài bướm đêm thuộc phân họ Arctiinae, họ Erebidae.